# 프루이트 아이고

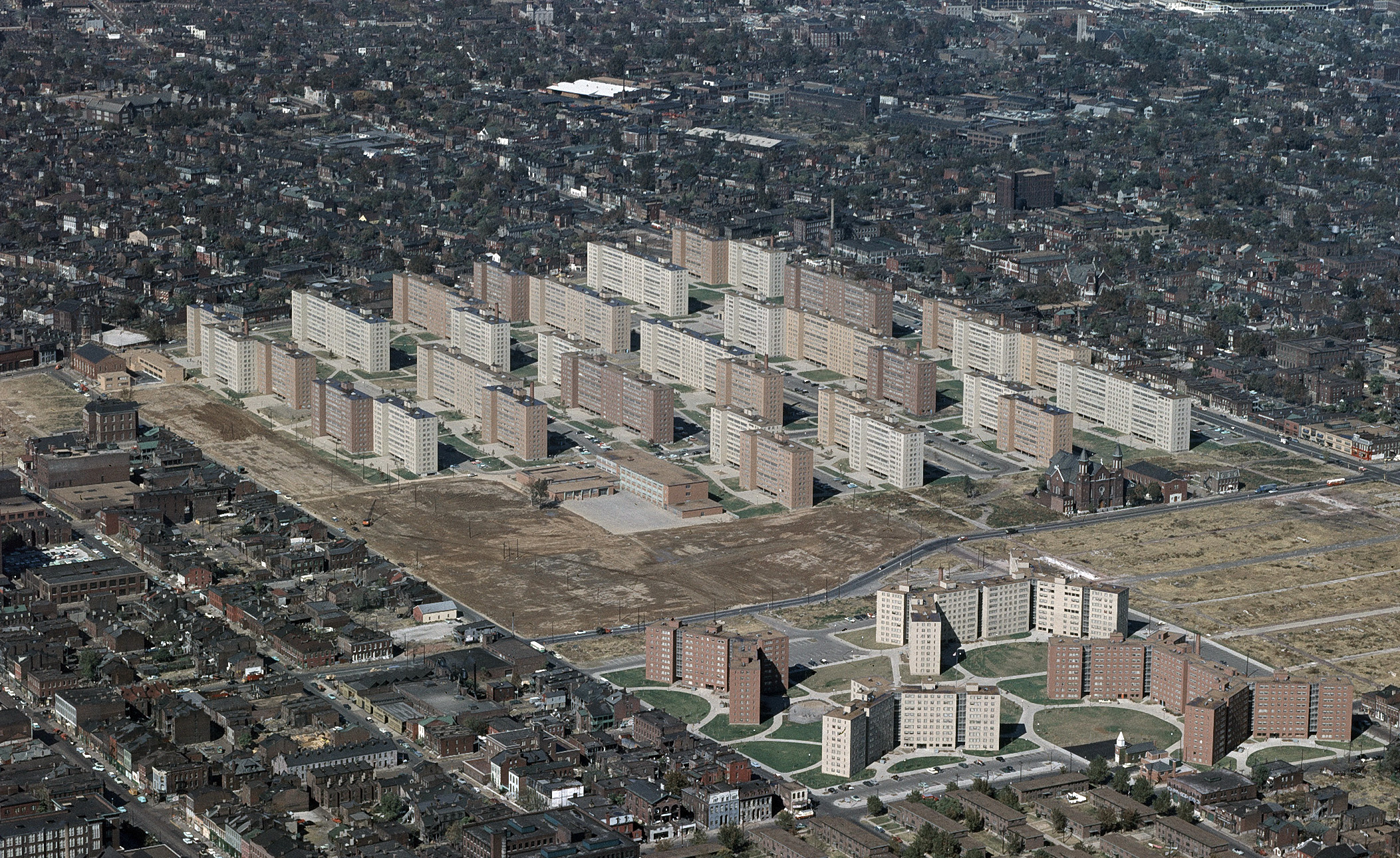
프루이트 아이고 단지

프루이트 아이고(영어: Pruitt–Igoe)는 1954년 착수된 미국 미주리주 세인트루이스의 대규모 공공 주택단지 프로젝트이다. 뉴욕 세계 무역 센터를 디자인한 건축가 미노루 야마사키가 야심차게 기획한 모더니즘 도시 재건축 프로젝트였으나, 완공 후 빈곤층 유입, 범죄 소굴화, 인종 분리 현상 등의 문제가 발생해 급격한 슬럼화가 진행되었다. 결국 이같은 문제를 견디다 못해, 세인트루이스 시 당국은 70년대 중반 프루이트 아이고 단지를 폭파해 해체하였다. 프루이트 아이고는 공공정책에 의한 도시 재건축 실패의 상징으로 여겨진다.